# モーリシャス航空
モーリシャス航空（Air Mauritius）は、アフリカの島国・モーリシャスのフラッグ・キャリアである航空会社である。2020年4月、任意管理手続きに移行し事実上の経営破綻となった。

## 概要
1967年設立。
日本へは乗入れていないが、北京/首都や上海/浦東、香港、シンガポールなどのアジア各都市から運航しており、ポートルイスに向かう日本人観光客が多く利用している。
航空券の座席予約システム（CRS）は、アマデウスITグループが運営するアマデウスを利用している。

## 沿革
- 1967年6月 : エールフランス、ブリティッシュエアウェイズ（当時の名はBOAC）、モーリシャス政府の出資によって設立される。
- 1972年8月 : マダガスカル航空から6機のパイパーPA-31ナヴァホ型機をリース契約し、モーリシャス - レユニオン線を就航開始。
- 1973年 ブリティッシュエアウェイズからビッカース VC-10をウェットリースし、ナイロビ経由ロンドン行きが開設される。
- 1975年 パイパーPA-31ナヴァホ型機の代替としてデ・ハビランド・カナダ DHC-6を導入。同年、エールフランスとブリティッシュエアウェイズの支援が終了。
- 1977年 : ブリティッシュ航空（British Airtours）からボーイング707型機をリース契約し国際線を就航開始。
- 1980年 職員を414人採用し、ボーイング747、ボーイング707型機と２機のデ・ハビランド・カナダ DHC-6で客貨運用開始。就航先はロンドン、ムンバイ、ローマ、レユニオン島など７都市。
- 1983年 チューリッヒ線とローマ線の旅客運用開始。1980年代半ばにはパリ線の運航を開始。
- 1988年 クアラルンプール線の運航を開始。
- 1989年 ボーイング747-SPで香港までのノンストップ便を開設。
- 1991年 パース線の運航を開始。
- 1994年 エアバスA340を導入。
- 2009年 エアバスA330を導入。
- 2017年 エアバスA350XWBを導入。
- 2019年 アフリカの航空会社初のエアバスA330neoを導入。
- 2020年4月、任意管理手続きに移行し事実上の経営破綻となる。運航は継続される。

## 就航都市
| モーリシャス航空 就航都市（2024年 8月現在） | モーリシャス航空 就航都市（2024年 8月現在） | モーリシャス航空 就航都市（2024年 8月現在） | モーリシャス航空 就航都市（2024年 8月現在） | モーリシャス航空 就航都市（2024年 8月現在） | モーリシャス航空 就航都市（2024年 8月現在） |
| ------------------------------------------- | ------------------------------------------- | ------------------------------------------- | ------------------------------------------- | ------------------------------------------- | ------------------------------------------- |
| 国                                          | 都市                                        | 空港                                        | 備考                                        |                                             |                                             |
| モーリシャス                                |                                             |                                             |                                             |                                             |                                             |
| モーリシャス                                | ポートルイス                                | サー・シウサガル・ラングーラム国際空港      | ハブ空港                                    |                                             |                                             |
| モーリシャス                                | ロドリゲス                                  | ロドリゲス空港                              |                                             |                                             |                                             |
|                                             |                                             |                                             |                                             |                                             |                                             |
| アフリカ                                    |                                             |                                             |                                             |                                             |                                             |
| マダガスカル                                | アンタナナリボ                              | イヴァト空港                                |                                             |                                             |                                             |
| レユニオン                                  | サン＝ドニ                                  | ローラン・ギャロス空港                      |                                             |                                             |                                             |
| レユニオン                                  | サン＝ピエール                              | ピエール･ファウンズ空港                     |                                             |                                             |                                             |
| 南アフリカ共和国                            | ヨハネスブルク                              | O・R・タンボ国際空港                        |                                             |                                             |                                             |
| 南アフリカ共和国                            | ケープタウン                                | ケープタウン国際空港                        |                                             |                                             |                                             |
|                                             |                                             |                                             |                                             |                                             |                                             |
| アジア                                      |                                             |                                             |                                             |                                             |                                             |
| インド                                      | デリー                                      | インディラ・ガンディー国際空港              |                                             |                                             |                                             |
| インド                                      | ムンバイ                                    | チャットラパティー・シヴァージー国際空港    |                                             |                                             |                                             |
| インド                                      | チェンナイ                                  | チェンナイ国際空港                          |                                             |                                             |                                             |
| マレーシア                                  | クアラルンプール                            | クアラルンプール国際空港                    |                                             |                                             |                                             |
| アラブ首長国連邦                            | ドバイ                                      | ドバイ国際空港                              |                                             |                                             |                                             |
| 中国                                        | 広州                                        | 広州白雲国際空港                            |                                             |                                             |                                             |
|                                             |                                             |                                             |                                             |                                             |                                             |
| ヨーロッパ                                  |                                             |                                             |                                             |                                             |                                             |
| フランス                                    | パリ                                        | シャルル・ド・ゴール国際空港                |                                             |                                             |                                             |
| イギリス                                    | ロンドン                                    | ロンドン・ヒースロー空港                    |                                             |                                             |                                             |
| スイス                                      | ジュネーブ                                  | ジュネーヴ国際空港                          |                                             |                                             |                                             |
| オセアニア                                  |                                             |                                             |                                             |                                             |                                             |
| オーストラリア                              | パース                                      | パース空港                                  |                                             |                                             |                                             |
| 過去の就航都市                              |                                             |                                             |                                             |                                             |                                             |
| 南アフリカ共和国                            | ダーバン                                    | キング・シャカ国際空港                      |                                             |                                             |                                             |
| ケニア                                      | ナイロビ                                    | ジョモ・ケニヤッタ国際空港                  |                                             |                                             |                                             |
| インド                                      | バンガロール                                | ベンガルール国際空港                        |                                             |                                             |                                             |
| 香港                                        | 香港                                        | 香港国際空港                                |                                             |                                             |                                             |
| シンガポール                                | シンガポール                                | シンガポール・チャンギ国際空港              |                                             |                                             |                                             |
| 中国                                        | 北京                                        | 北京首都国際空港                            | [ 3 ]                                       |                                             |                                             |
| 中国                                        | 上海                                        | 上海浦東国際空港                            |                                             |                                             |                                             |
| 中国                                        | 成都                                        | 成都双流国際空港                            |                                             |                                             |                                             |
| オーストラリア                              | シドニー                                    | キングスフォード・スミス国際空港            |                                             |                                             |                                             |
| オーストラリア                              | メルボルン                                  | メルボルン国際空港                          |                                             |                                             |                                             |
| スイス                                      | ジュネーヴ                                  | ジュネーヴ・コアントラン国際空港            |                                             |                                             |                                             |
| スイス                                      | チューリッヒ                                | チューリッヒ空港                            |                                             |                                             |                                             |
| イタリア                                    | ローマ                                      | レオナルド・ダ・ヴィンチ国際空港            |                                             |                                             |                                             |
| イタリア                                    | ミラノ                                      | ミラノ・マルペンサ国際空港                  |                                             |                                             |                                             |
| ドイツ                                      | フランクフルト                              | フランクフルト空港                          |                                             |                                             |                                             |
| ドイツ                                      | ミュンヘン                                  | ミュンヘン国際空港                          |                                             |                                             |                                             |

モーリシャス航空では、以下の航空会社でコードシェアを行っている。
- エールフランス
- エミレーツ航空
- マレーシア航空
- 南アフリカ航空
- ヴァージン・オーストラリア

## 保有機材

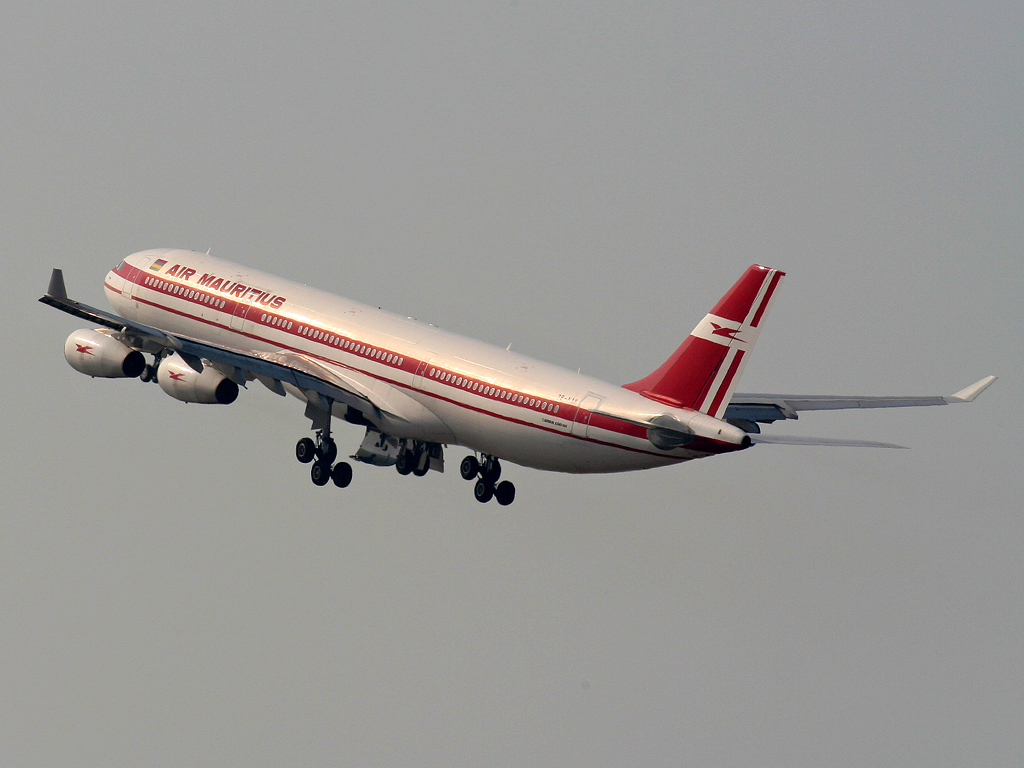
エアバス A340-300

(2021年4月現在)